# Concursul Eurovision pentru tineri dansatori 1995
A șasea ediție a Concursului Eurovision pentru tineri dansatori a avut loc în Elveția la Théâtre de Beaulie, pe 6 iunie 1995. Ca în anul precedent 15 țări au participat la concurs. Emisiunea a fost transmisă și în Danemarca (DR), România(TVR), Bulgaria(BNT), țări care nu au participat la concurs. Ca și în ani precedenți au participat 15 țări, dintre care doar 8 s-au calificat în finală. Semifinala a avut loc la 3 iunie 1995 când s-au ales finaliști.
Fiecare țară participantă a putut trimite un dansator solo sau o pereche, care să facă unul sau două dansuri la alegere. Vârsta minimă de participare la concurs a fost de 20 de ani.
Finala a început la ora 20:30 CET și a durat o oră și 45 de minute. Emisiunea a început cu un postcard despre orașul gazdă, iar apoi a continuat cu prezentarea juriului. Înaintea fiecărui concurent apare un video de prezentare. În tip ce juriul deliberează are loc actul de interval. La final se prezintă rezultatele si se îmânează premiile.

## Juriul
La ediția din anul 1995 masa juraților a fost compusă din 12 jurați. Șeful juriului a fost elvețianul  Heinz Spoerli.
| Naționalitatea      | Numele              |
| ------------------- | ------------------- |
| Elveția             | Heinz Spoerli (șef) |
| Franța · Elveția    | Maurice Béjart      |
| Argentina · Elveția | Oscar Araiz         |
| România · Franța    | Gigi Câciuleanu     |
| Italia              | Paola Cantalupo     |
| Germania            | Peter Van Dyk       |
| Brazilia · Elveția  | Beatriz Consuelo    |
| Spania              | Víctor Ullate       |
| Elveția             | Gilbert Mayer       |
| Franța              | Pierre Lacotte      |
| Italia              | Youri Vámos         |
| Finlanda            | Jorma Uotinen       |

## Țările Participante și Clasamentul final
La ediția din 1995 au fost înscrise 15 acte. A fost nevoie de o semifinală care a avut loc pe 3 iunie. Semifinala a avut ca scop departajarea concurenților, și facilitarea alegeri celor mai bune trei acte. Finala a avut loc pe 6 iunie, și Spania a ieșit a treia oară consecutiv câștigătoare cu perechea Jesus Pastor Sauquillo & Ruth Miro.
La această ediție au debutat Rusia și Ungaria, Danemarca și Estonia alegând să se retragă.

### Țări participante
| Legendă | Această țară s-a calificat în finală | Această țară nu s-a calificat în finală |

| Rezultat | Țara     | Nume reprezentant/reprezentanți              |
| -------- | -------- | -------------------------------------------- |
| -        | Finlanda | Janna Eklund                                 |
|          | Belgia   | Jeroen Hofmans                               |
| -        | Germania | Irina Schlaht                                |
|          | Rusia    | Maria Alexandrova                            |
| -        | Slovenia | Damjan Mohorko                               |
| -        | Norvegia | Maria Mikalsen                               |
|          | Austria  | Oliver Preiss                                |
|          | Grecia   | Franghiskos Toumbakaris                      |
| -        | Cipru    | Carolina Constadinou                         |
| -        | Ungaria  | Sara Weisz                                   |
|          | Polonia  | Filip Barankiewicz                           |
|          | Elveția  | Anne-Catherine Haller                        |
|          | Suedia   | Nadja Sellrup                                |
|          | Franța   | Karl Paquette                                |
|          | Spania   | Jesús Pastor Sahuquillo & Ruth Miró Salvador |

### Finala
Finala a avut loc pe 6 iunie, de la orele 20:30 CET la Théâtre de Beaulie. Au participat 8 acte calificate. Fiecare participant la finală a avut un film de prezentare de câteva minute.
| Țara    | Reprezentantul/Reprezentanții                | Poziția |
| ------- | -------------------------------------------- | ------- |
| Spania  | Jesús Pastor Sahuquillo & Ruth Miró Salvador | 1       |
| Suedia  | Nadja Sellrup                                | 2       |
| Belgia  | Jeroen Hofmans                               | 3       |
| Franța  | Karl Paquette                                | -       |
| Elveția | Anne-Catherine Haller                        | -       |
| Polonia | Filip Barankiewicz                           | -       |
| Grecia  | Franghiskos Toumbakaris                      | -       |
| Rusia   | Maria Alexandrova                            | -       |

## Predecesor și Succesor
| Predecesor: Stockholm 1993 | Concursul Eurovision pentru tineri dansatori Lausanne 1995 | Succesor: Gdynia 1997 |